# ویکی‌پدیای تلوگو
ویکی‌پدیای تلوگو نسخه تلوگو وبگاه ویکی‌پدیا است. زبان تلوگو تا ۲۲ مه ۲۰۱۱ از نظر تعداد مقالات در رده پنجاه‌وسوم ویکی‌پدیاها قرار گرفته‌است.